# Batman and Robin (filmový seriál)
Batman and Robin je americký dobrodružný filmový seriál z roku 1949 režiséra Spencera Gordona Benneta, vyrobený studiem Columbia Pictures. Snímek vznikl na motivy komiksů o Batmanovi od vydavatelství DC Comics, zároveň se jedná o sequel k seriálu The Batman. Černobílý filmový seriál, který byl rozdělen do patnácti částí, měl premiéru 26. května 1949, v titulní roli se představil Robert Lowery.

## Příběh
Batman a Robin musí čelit záhadnému Wizardovi, jenž disponuje elektronickým zařízení, které dokáže ovládat automobily.

## Obsazení
- Robert Lowery jako Bruce Wayne / Batman
- Johnny Duncan jako Richard „Dick“ Grayson / Robin
- Jane Adams jako Vicki Valeová
- Lyle Talbot jako komisař Jim Gordon
- Ralph Graves jako Winslow Harrison
- Don C. Harvey jako Nolan
- William Fawcett jako profesor Hammil
- Leonard Penn jako Carter / The Wizard
- Rick Vallin jako Barry Brown
- Michael Whalen jako Dunne
- Greg McClure jako Evans
- House Peters, Jr. jako Earl
- Jim Diehl jako Jason
- Rusty Wescoatt jako Ives